# Municipio de Smoky Hill (condado de Geary)
El municipio de Smoky Hill (en inglés: Smoky Hill Township) es un municipio ubicado en el condado de Geary en el estado estadounidense de Kansas. En el año 2010 tenía una población de 6531 habitantes y una densidad poblacional de 41,5 personas por km².

## Geografía
El municipio de Smoky Hill se encuentra ubicado en las coordenadas 39°3′9″N 96°53′54″O / 39.05250, -96.89833. Según la Oficina del Censo de los Estados Unidos, el municipio tiene una superficie total de 157.38 km², de la cual 138.69 km² corresponden a tierra firme y (11.88%) 18.69 km² es agua.

## Demografía
Según el censo de 2010, había 6531 personas residiendo en el municipio de Smoky Hill. La densidad de población era de 41,5 hab./km². De los 6531 habitantes, el municipio de Smoky Hill estaba compuesto por el 74.66% blancos, el 12.42% eran afroamericanos, el 1.33% eran amerindios, el 1.98% eran asiáticos, el 0.51% eran isleños del Pacífico, el 2.91% eran de otras razas y el 6.2% pertenecían a dos o más razas. Del total de la población el 13.28% eran hispanos o latinos de cualquier raza.